# Viktoria Ladõnskaja
Viktoria Ladõnskaja-Kubits (ur. 20 lipca 1981 w Anapie) – estońska dziennikarka i polityk, posłanka XIII i XIV kadencji.

## Życiorys
Ukończyła w 1999 szkołę średnią, a w 2005 studia dziennikarskie na Uniwersytecie w Tartu. W latach 2005–2014 pracowała jako dziennikarka gazety „Eesti Ekspress”, od 2007 do 2008 była redaktorką naczelną rosyjskojęzycznego magazynu „Brawo!”. Prowadziła przez kilka lat programy telewizyjne m.in. w stacji ETV2. Jest także autorką i współautorką kilku publikacji książkowych, tj. Vene köögi eripära Eesti moodi (2009), Peipsi veerel: vanausulised paluvad lauda (2011), Emadepäev: vastse ema vested (2012), Lasnamäe valge laev (2013), wydawanych również w języku rosyjskim.
W 2014 dołączyła do centroprawicowej partii Isamaa ja Res Publica Liit. W wyborach parlamentarnych w 2015 została wybrana na posłankę do Zgromadzenia Państwowego XIII kadencji (po ponownym przeliczeniu głosów okazało się, że otrzymała jeden głos więcej niż inny kandydat IRL Sven Sester). W 2017 weszła w skład rady miejskiej Tallinna. W 2019 z powodzeniem ubiegała się o poselską reelekcję.